# Kolana ergina
Espèce
Kolana ergina est une espèce de lépidoptères (papillons) de la famille des Lycaenidae, sous-famille des Theclinae et du genre Kolana.

## Dénomination
Kolana ergina a été décrit par William Chapman Hewitson en 1867, sous le nom initial de Thecla ergina.
Synonymes: Thecla voltinia Hewitson, 1869; Thecla ela Hewitson, 1874.

## Description
Kolana ergina est un petit papillon aux antennes et aux pattes annelées de blanc et de marron, avec une longue queue et une très courte à chaque aile postérieure.
Le dessus est marron foncé avec aux ailes antérieures une tache grise proche du milieu du bord costal.
Le revers beige foncé avec aux ailes postérieures une bande de taches rondes et deux gros ocelles rouge, un au niveau des queues et un en position anale, le tout surmonté d'une ligne blanche en zigzag.

## Écologie et distribution
Kolana ergina est présent à la Jamaïque, au Brésil et en Guyane,.

### Protection
Pas de statut de protection particulier.